# Comté de Jackson (Michigan)
Pour les articles homonymes, voir Jackson et Comté de Jackson.
Le comté de Jackson (en anglais : Jackson County) est un comté situé dans le sud de l'État du Michigan. Lors du recensement de 2000, la population était de 158 422 habitants. Son siège est situé à la ville de Jackson.

## Géographie
Le comté a une superficie de 1 875 km2, dont 1 830 km2 en surfaces terrestres.

### Comtés adjacents
- Comté de Livingston (nord-est)
- Comté d'Ingham (nord)
- Comté d'Eaton (nord-ouest)
- Comté de Washtenaw (est)
- Comté de Calhoun (ouest)
- Comté de Lenawee (sud-est)
- Comté de Hillsdale (sud-ouest)